# Armoni Brooks
Armoni Daetrell Brooks (Waco, Texas; 5 de junio de 1998) es un jugador de baloncesto estadounidense que pertenece a la plantilla del Olimpia Milano de la Lega Basket Serie A. Con 1,91 metros de estatura, juega en la posición de escolta.

## Trayectoria deportiva

### Universidad
Jugó tres temporadas con los Cougars de la Universidad de Houston, en las que promedió 9,4 puntos y 4,3 rebotes por partido. En 2018 fue elegido Mejor sexto hombre de la American Athletic Conference, mientras que en la temporada siguiente fue incluido en el segundo mejor quinteto de la conferencia.
Al término de su temporada júnior, anunció que se presentaría al Draft de la NBA, renunciando a su último año universitario.

#### Estadísticas
| Año     | Equipo  | PJ  | PT | MPP  | %TC  | %3P  | %TL  | RPP | APP | ROB | TPP | PPP  |
| ------- | ------- | --- | -- | ---- | ---- | ---- | ---- | --- | --- | --- | --- | ---- |
| 2016–17 | Houston | 28  | 3  | 12.2 | .433 | .362 | .800 | 2.3 | .3  | .4  | .1  | 4.4  |
| 2017–18 | Houston | 35  | 1  | 20.1 | .425 | .419 | .815 | 3.7 | .5  | .7  | .3  | 9.3  |
| 2018–19 | Houston | 37  | 36 | 30.7 | .405 | .390 | .630 | 6.3 | .9  | .8  | .3  | 13.4 |
| Total   | Total   | 100 | 40 | 21.8 | .415 | .397 | .711 | 4.3 | .6  | .7  | .3  | 9.4  |

### Profesional

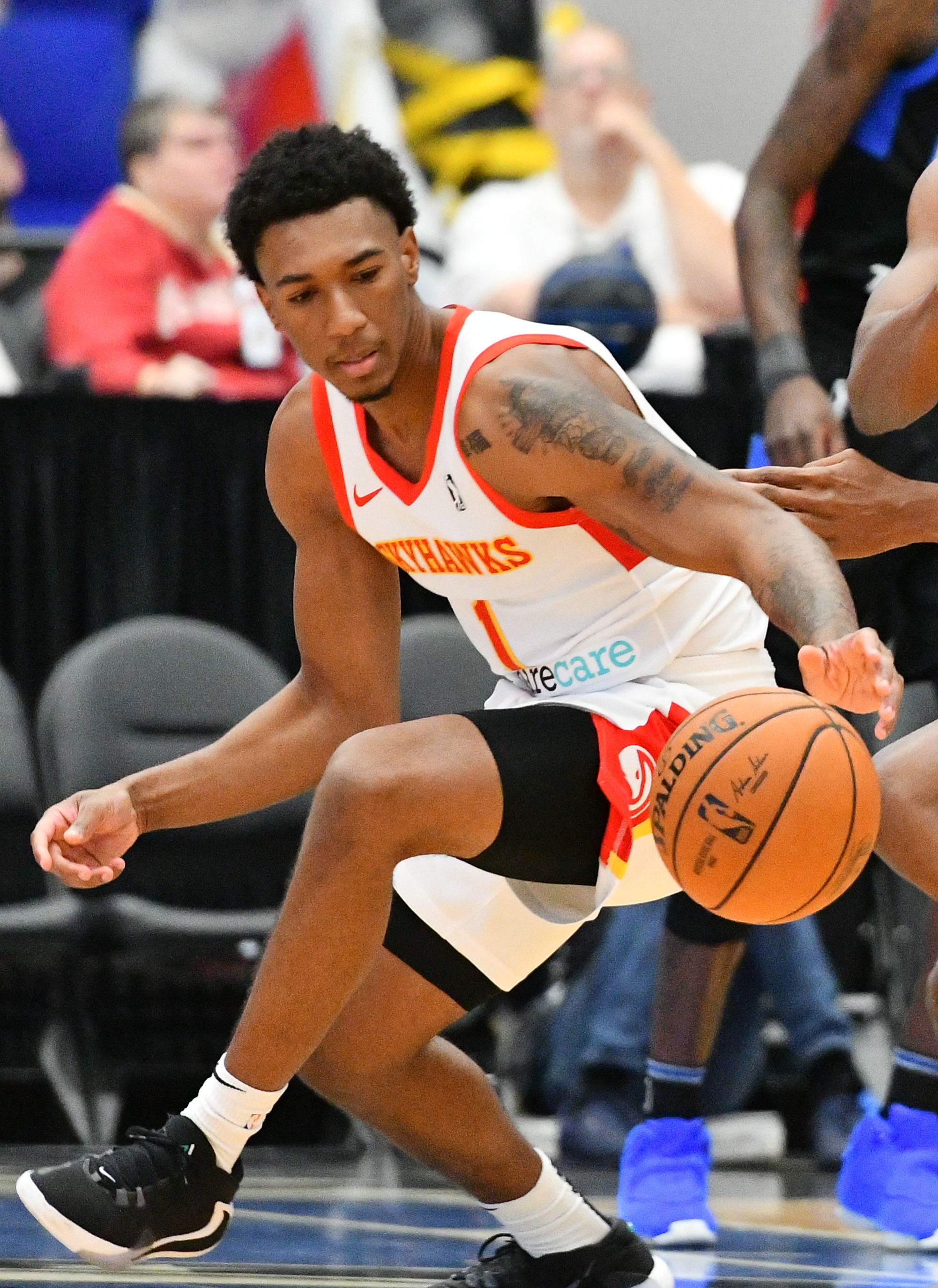
Brooks con College Park Skyhawks en 2019.

Tras no ser elegido en el Draft de la NBA de 2019, se unió a los Washington Wizards para disputar las Ligas de Verano de la NBA, en las que promedió 3,3 puntos y 2,7 rebotes en los tres partidos que jugó. En agosto fichó con Atlanta Hawks para disputar la pretemporada, pero fue cortado poco antes del comienzo de la competición. Poco después, fue incorporado a su filial en la G League, los College Park Skyhawks.
El 11 de enero de 2021, fue elegido por los Rio Grande Valley Vipers en el puesto N.º 10 del draft de la NBA G League.
El 25 de marzo de 2021 se comprometió con el Orléans Loiret Basket de la Pro A francesa, pero rompió el compromiso y regresó a su país para firmar un contrato dual con los Houston Rockets y su filial en la G League, los Rio Grande Valley Vipers. El 27 de agosto de 2021, renueva con los Rockets.
El 10 de febrero de 2022 fue despedido por los Rockets. El 27 de ese mismo mes regresó a los College Park Skyhawks. El 6 de marzo firmó un contrato por diez días con Toronto Raptors, que fue renovado por otros diez días posteriormente. El 26 de marzo, renueva y firma por dos años Pero el 30 de julio es cortado.
La temporada 2022-23 la disputa finalmente con College Park Skyhawks.
El 18 de julio de 2023, firma un contrato dual con Brooklyn Nets. Fue despedido el 6 de enero de 2024.
El 13 de enero de 2024 se unió a los Ontario Clippers de la G League.
El 19 de junio de 2024 firmó con el Olimpia Milano de la Lega Basket Serie A.

## Estadísticas de su carrera en la NBA

### Temporada regular
| Año     | Equipo   | PJ | PT | MPP  | %TC  | %3P  | %TL   | RPP | APP | ROB | TPP | PPP  |
| ------- | -------- | -- | -- | ---- | ---- | ---- | ----- | --- | --- | --- | --- | ---- |
| 2020-21 | Houston  | 20 | 5  | 26.0 | .406 | .382 | .583  | 3.4 | 1.5 | .6  | .3  | 11.2 |
| 2021-22 | Houston  | 41 | 8  | 16.8 | .347 | .300 | .842  | 2.0 | 1.2 | .5  | .2  | 6.2  |
| 2021-22 | Toronto  | 13 | 3  | 11.8 | .289 | .278 | 1.000 | 1.7 | 1.0 | .5  | .2  | 2.6  |
| 2023-24 | Brooklyn | 10 | 0  | 10.4 | .326 | .344 | .500  | 1.8 | .5  | .1  | .1  | 4.2  |
| Total   | Total    | 84 | 16 | 17.5 | .362 | .331 | .743  | 2.3 | 1.2 | .5  | .2  | 6.6  |

### Playoffs
| Año   | Equipo  | PJ | PT | MPP | %TC  | %3P  | %TL | RPP | APP | ROB | TPP | PPP |
| ----- | ------- | -- | -- | --- | ---- | ---- | --- | --- | --- | --- | --- | --- |
| 2022  | Toronto | 4  | 0  | 2.0 | .000 | .000 | —   | .5  | .0  | .0  | .0  | .0  |
| Total | Total   | 4  | 0  | 2.0 | .000 | .000 | —   | .5  | .0  | .0  | .0  | .0  |